# Potsdam Hauptbahnhof
Potsdam Hauptbahnhof vasútállomás Németországban, Brandenburg tartomány fővárosában. A német vasútállomás-kategóriák közül a második csoportba tartozik.

## Vasútvonalak
Az állomást az alábbi vasútvonalak érintik:
- Berlin–Potsdam–Magdeburg-vasútvonal

## Kapcsolódó állomások
A vasútállomáshoz az alábbi állomások vannak a legközelebb:
- Potsdam-Babelsberg station (S-Bahnhof Berlin-Ahrensfelde, S7)
- Potsdam Charlottenhof railway station (Berlin-Gesundbrunnen állomás, RB 21)
- Werder (Havel) train station (Magdeburg Hauptbahnhof, RE 1)
- Bahnhof Berlin-Wannsee (Bahnhof Frankfurt (Oder), RE 1)
- Potsdam Griebnitzsee railway station (Potsdam Griebnitzsee railway station, RB 20)
- Potsdam Charlottenhof railway station (Oranienburg station, RB 20)
- Potsdam Charlottenhof railway station (Königs Wusterhausen állomás, RB 22 (Berlin/Brandenburg))
- Potsdam Griebnitzsee railway station (Potsdam Griebnitzsee railway station, RB 22 (Berlin/Brandenburg))
- Potsdam Griebnitzsee railway station (Bahnhof Flughafen BER, RB23)
- Potsdam Charlottenhof railway station (Golm station, RB23)
- Potsdam Charlottenhof railway station (Jüterbog station, RB 33 (VBB))
- Bahnhof Berlin-Wannsee (Berlin Ostbahnhof, Harz-Berlin-Express)
- Brandenburg (Goslar, Harz-Berlin-Express)